# Dolichovespula

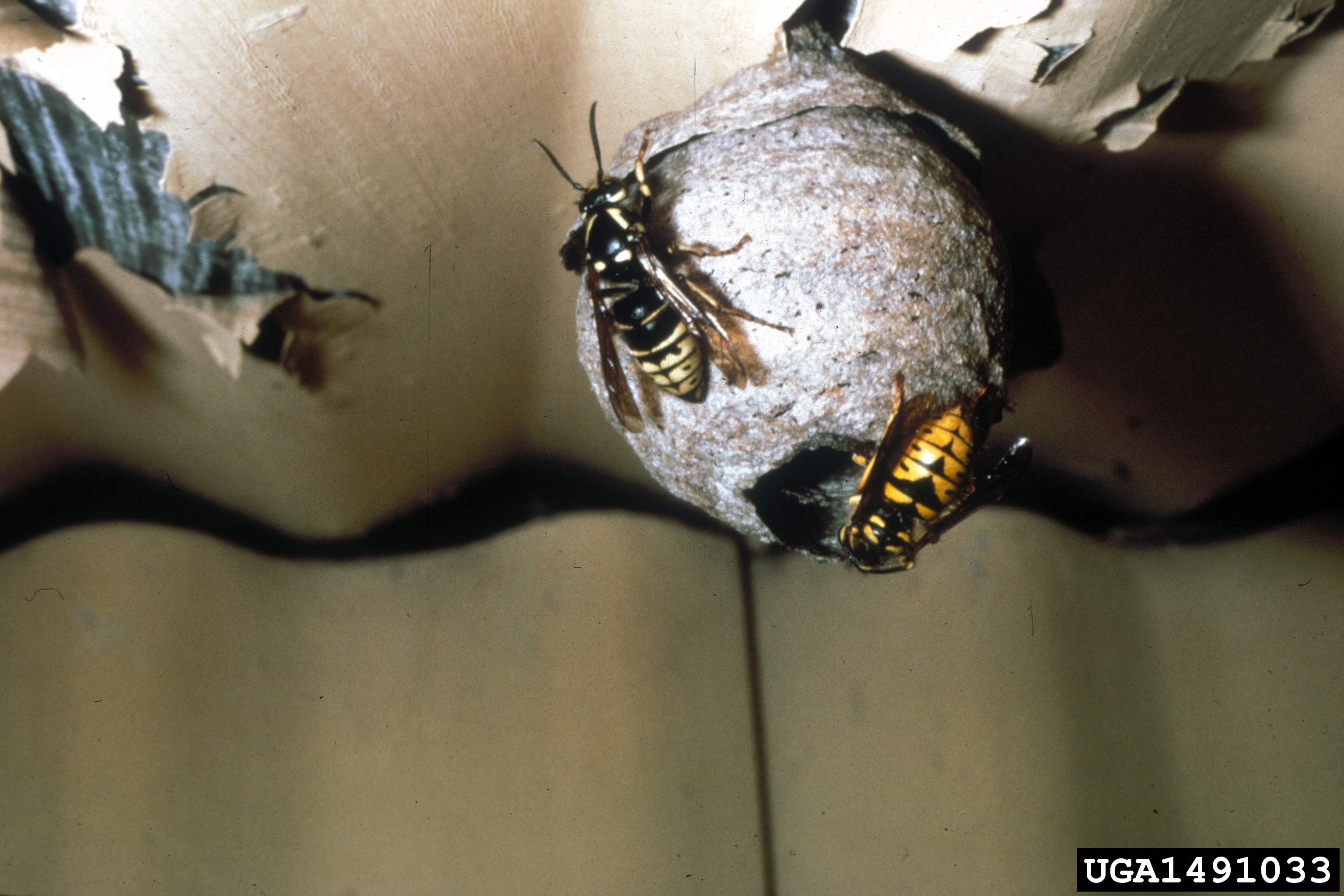
Koningin van Dolichovespula arenaria met de koningin van de parasitaire Dolichovespula arctica

Dolichovespula is een relatief klein geslacht binnen de onderfamilie Vespinae (papierwespen) in de familie Vespidae (plooivleugelwespen), bestaande uit 31 soorten. Het is een geslacht van sociale wespen, die voorkomen over het hele noordelijk halfrond. In Nederland en Vlaanderen worden ze langkopwespen genoemd. Andere soorten zijn zwart en wit.
De naam is afgeleid van het Griekse woord dolikhos (δολιχος), wat lang betekent. Het verwijst namelijk naar het feit dat de soorten van dit geslacht een vrij langwerpige kop hebben (grotere afstand tussen ogen en kaken). Dit is het belangrijkste onderscheid met de andere geslachten; zij hebben een eerder ronde kop.
Nesten van de soorten worden meestal boven de grond gebouwd, in tegenstelling tot Vespula-soorten die ze onder de grond bouwen.

## Soorten
- Dolichovespula adulterina (gewone koekoekswesp)
  - Dolichovespula adulterina arctica
  - Dolichovespula adulterina montivaga
- Dolichovespula albida
- Dolichovespula alpicola
- Dolichovespula arctica
- Dolichovespula arenaria
- Dolichovespula asiatica
- Dolichovespula baileyi
- Dolichovespula carolina
- Dolichovespula flora
- Dolichovespula kuami
- Dolichovespula lama
- Dolichovespula loekenae
- Dolichovespula maculata
- Dolichovespula media (middelste wesp)
  - Dolichovespula media media
- Dolichovespula norwegica (Noorse wesp)
- Dolichovespula norvegicoides
- Dolichovespula omissa
- Dolichovespula pacifica
- Dolichovespula panda
- Dolichovespula saxonica (Saksische wesp)
- Dolichovespula sylvestris (boswesp)
  - Dolichovespula sylvestris sumptuosa
- Dolichovespula stigma
- Dolichovespula xanthicincta